# Sistemul de alimentare al motoarelor cu ardere internă
Sistemul de alimentare al unui motor cu ardere internă are rolul de a alimenta cilindrii motorului cu combustibilul și aerul necesar arderii și de a evacua gazele arse. Sistemul de alimentare cuprinde ansamblul organelor necesare alimentării motorului cu amestecul carburant în proporțiile și cantitățile cerute de regimul de funcționare. Combustibilul poate fi benzină, motorină, gaz lichefiat sau combustibil sintetic. Se consideră parte componentă a sistemului de alimentare și piesele ce servesc la evacuarea gazelor de ardere.

## Componentele comune ale sistemului de alimentare
Componentele generale ale sistemului de alimentare sunt următoarele:
- Rezervorul de combustibil
- Conductele de combustibil
- Filtrul de combustibil
- Decantorul
- Pompa de combustibil
- Indicatorul de nivel
- Filtrul de aer

## Tipuri de sisteme de alimentare

### Sistemul de alimentare al motoarelor cu aprindere prin scânteie
La motoarele cu aprindere prin scânteie cu carburator amestecul de benzină și aer se formează în exteriorul cilindrului, într-un dispozitiv numit carburator. La motoarele cu aprindere prin scânteie cu injecție de benzină formarea amestecului carburant se poate face atât în interiorul cilindrului cât și în exteriorul acestuia.
Sistemul de alimentare al MAS este format din rezervorul de combustibil, conducte de combustibil, filtru, decantor, pompa de combustibil, filtrul de aer, carburatorul, indicatorul de nivel. Aerul necesar formării amestecului carburant este purificat cu ajutorul filtrului de aer iar amestecul este dirijat spre supapele de admisiune prin galeria de admisiune.
Dispozitivele specifice sistemelor de alimentare ale motoarelor cu aprindere prin scânteie sunt următoarele:
- Carburator

### Sistemul de alimentare al motoarelor cu aprindere prin comprimare
La motoarele cu aprindere prin comprimare amestecul carburant se formează în interiorul cilindrului, la sfârșitul cursei de comprimare a aerului, când se injecteaza motorina.
Dispozitivele specifice sistemelor de alimentare ale motoarelor cu aprindere prin comprimare sunt următoarele:
- Pompă de injecție